# Invasion de Buwat
L'invasion de Buwat (arabe : غزوة بواط) est la deuxième expédition menée par le prophète Mahomet, en septembre 623. Elle s'est déroulée sans combat.

## Histoire
Au mois de Rabia al Awal de la deuxième année après l'hégire, Mahomet organise une deuxième expédition en vue de récupérer les biens[non neutre] des Muhajirun chassés de la Mecque.
Sa stratégie était d'intercepter les caravanes de commerce quraichite qui faisaient la route entre Damas et la Mecque. Arrivé à l'endroit nommé Bowât, les troupes musulmanes ont essayé de tendre une embuscade à la caravane de Quraïch, composée de près de mille cinq cents chameaux et cent hommes. Ce fut un échec,,.